# Cutter soil mixing
Cutter soil mixing (CSM) is een techniek waarbij trillingsvrij een verticale grondkering en/of fundering gemaakt kan worden.
De aanwezige grond wordt ter plaatse ondergronds met water en cement (bouwmateriaal) vermengd om een grond- en waterwerende wand of fundering te bouwen. Het resultaat wordt Cutter soil mix genoemd.
De machine waarmee deze techniek wordt gerealiseerd bestaat uit een metalen verticale arm die op en neer en heen en weer kan bewegen, waarop twee stellen tegen elkaar in draaiende metalen wielen met tanden zijn gemonteerd.
Tijdens het langzaam in de grond laten zakken van de arm wordt de grond door de getande wielen losgewoeld en het water en cement toegevoegd.
Hierdoor ontstaat er ondergronds een substantie van de aanwezige grond en grout die eventueel voorzien kan worden van beton bewapening in de vorm van stalen balken.
De wand of fundering is na verloop van 1 week belastbaar uitgehard en na 28 dagen volledig uitgehard.